# 宮城県道162号清水下狼塚線
宮城県道162号清水下狼塚線（みやぎけんどう162ごう しみずしもおいのづかせん）は、宮城県大崎市の国道47号と宮城県加美郡加美町の国道347号とを結ぶ一般県道である。2019年（平成31年）3月29日までの名称は宮城県道162号西古川停車場下狼塚線だったが、宮城県道163号西古川停車場清水線を統合し新たに宮城県道162号清水下狼塚線となった。

## 路線概要
- 実延長：6,074.7 m
- 起点：宮城県大崎市古川清水
- 終点：宮城県加美郡加美町下狼塚

## 通過する自治体
- 宮城県
  - 大崎市
  - 加美郡
    - 加美町

## 接続する道路
- 国道47号
- 国道347号

## 周辺
- 旧大崎市立西古川小学校
- 東大崎駅
- 西古川駅